# Конятинская сельская община
Конятинская сельская община (укр. Конятинська сільська громада) — территориальная община в Вижницком районе Черновицкой области Украины.
Административный центр — село Конятин.
Население составляет 4470 человек. Площадь — 122,8 км².
В соответствии с распоряжением Кабинета Министров Украины от 12 июня 2020 года, в состав общины вошла территория Долгопольского, Конятинского и Яблоницкого сельских советов упразднённого Путильского района

## Населённые пункты
В состав общины входит 10 сёл:
- Конятин
  - Великий Липовец
  - Самакова
- Долгопольский старостинский округ:
  - Греблина
  - Долгополье
  - Плита
  - Стебни
- Яблоницкий старостинский округ:
  - Голошина
  - Плай
  - Яблоница